# David Sloan Wilson

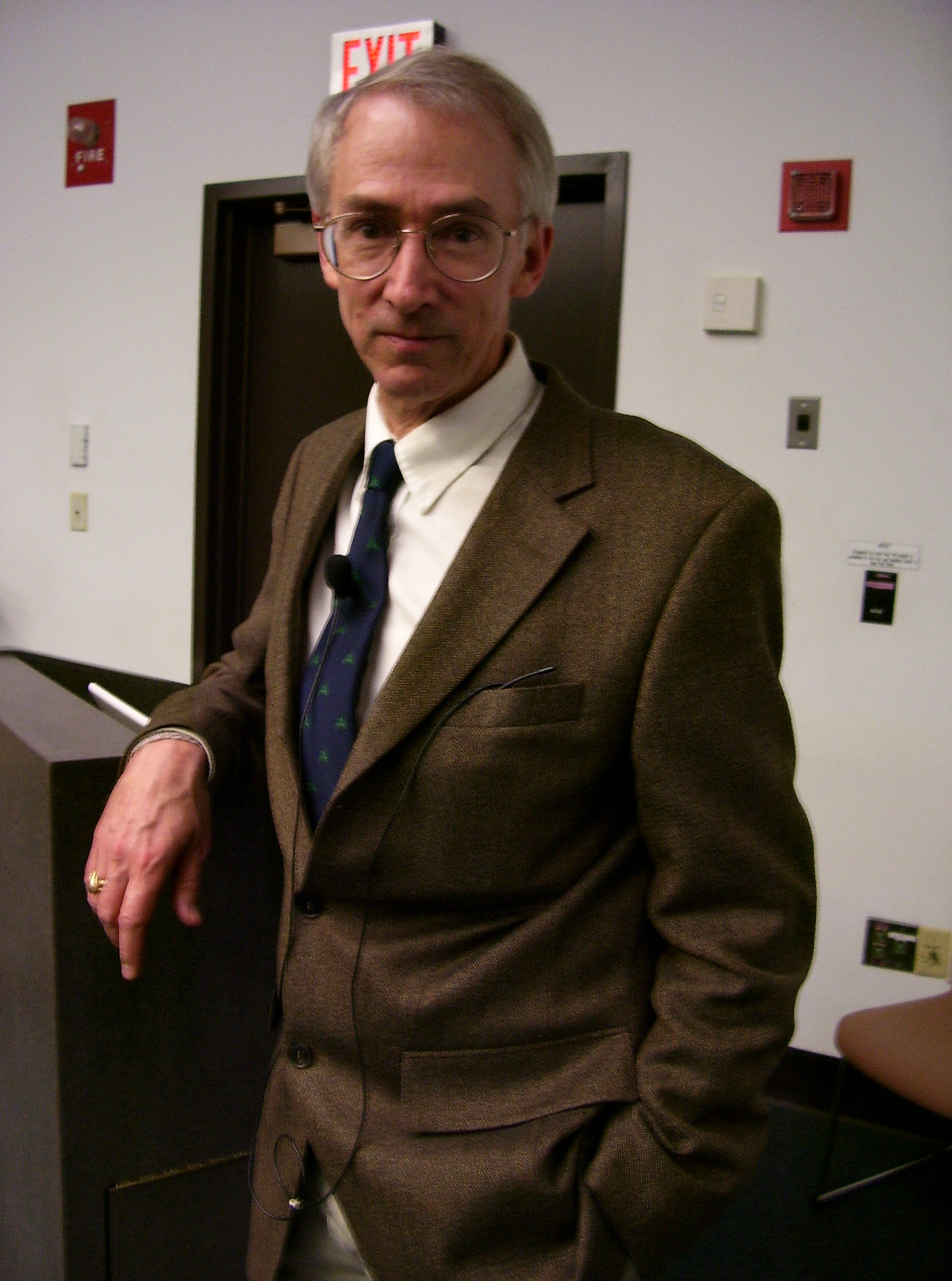
David Sloan Wilson, Jan. 2006

David Sloan Wilson (* 1949 in Norwalk, Connecticut, USA) ist ein US-amerikanischer Evolutionsbiologe.

## Persönliches
David Sloan Wilsons Vater ist der Autor Sloan Wilson. Wilson promovierte 1975 an der Michigan State University und ist heute Professor an der Binghamton University. Er ist verheiratet, hat zwei Töchter und lebt in New York. Wilson ist Atheist, schreibt nach eigener Aussage jedoch über Religionen mit Sympathie für den Untersuchungsgegenstand.

## Werk

### Wissenschaft
David Sloan Wilson ist ein prominenter Verfechter der Gruppenselektion (in einer modernen Variante) in der Evolutionstheorie.
Zusammen mit dem Philosophen Elliott Sober stellte er 1999 die sogenannte Multilevel-Selektions-Theorie vor, die den weiter verbreiteten Ansatz der Selektion auf der Ebene der Gene sowie die Selektion auf Ebene der Individuen einschließt und als gleichberechtigte Elemente neben die Gruppenselektion stellt.
In dieser Theorie bleiben die Gene zwar die „Datenträger“, über die sich Eigenschaften von Generation zu Generation übertragen, die Individuen wie auch Gruppen werden jedoch als „Vehikel“ dieser Gene in „Arenen“ dargestellt, auf denen diese Gene miteinander in Wechselwirkung treten können. Je nach Arena, die in einer Situation bedeutend ist, können in der Gesamtschau unterschiedliche Gene maximale Fitness aufweisen.
Hierbei ist der von Wilson geprägte Begriff der „Trait-group“ („Gruppe, die sich über bestimmte Eigenschaften definiert“) zentral. Eine Trait-group ist eine oft nur temporäre Gruppe, deren Mitglieder auf Grund ihrer Eigenschaften ein gemeinsames Schicksal teilen. Im Gegensatz dazu stünde beispielsweise eine Familie oder ein Volk, bei der/dem die genetische Verwandtschaft die Gruppenexistenz dauerhaft gewährleistet. Mathematisch wird die Multilevel-Selektionstheorie durch die Price-Gleichung gerechtfertigt.
In der Sozialpsychologie hat sie mit der Theorie der sozialen Identität in gewisser Hinsicht eine Entsprechung. Das Verhältnis zu den Experimenten von Robert Axelrod aus Die Evolution der Kooperation in der Spieltheorie ist etwas kompliziert, da diese je nach Perspektive als individual-selektionistische Gegentheorie (Axelrod, William D. Hamilton) als auch als Element der Gruppentheorie (Wilson, Anatol Rapoport) interpretiert werden kann. Innerhalb der Evolutionsbiologie vertritt unter anderem Richard Dawkins mit der Betonung der Gene eine dezidiert andere Richtung. Wie Dawkins jedoch hat auch Wilson öfter und energisch öffentlich gegen den Kreationismus argumentiert.
Eine Anwendung der Multilevel-Selektionstheorie veröffentlichte Wilson 2002 in seinem Werk Darwin's Cathedral, indem er die Geschichte der Religionen der Welt als natürliche Auswahl auf der Gruppenselektionsebene deutet. Erfolgreiche Religionsgemeinschaften haben demnach einen säkularen Nutzen für die Gruppe als Ganzes. Solange dieser Nutzen die Opfer überwiegt, die jedes Mitglied individuell aufbringen muss, kann die Gemeinschaft trotz dieser Opfer stabil fortbestehen und sich sogar deutlich erfolgreicher entwickeln als die Umgebung.
Exemplifiziert wird dieser Mechanismus unter anderem am frühen Christentum, dem Calvinismus in Genf und dem Wasser-Tempel-System auf Bali.

### Belletristik
2020 veröffentlichte David Sloan Wilson seinen Debütroman Atlas Hugged: The Autobiography of John Galt III, der als Persiflage auf das Werk Ayn Rands und Kritik des Objektivismus verstanden werden kann.

### Übersetzungen
- Commons größer denken. In: Silke Helfrich, David Bollier, Heinrich-Böll-Stiftung (Hrsg.): Die Welt der Commons. transcript Verlag, Bielefeld 2015, ISBN 978-3-8376-2956-9, S. 346–353, doi:10.1515/9783839432457-054.

### Englischsprachige Arbeiten
- David Sloan Wilson: A Theory of Group Selection. In: Proceedings of the National Academy of Sciences. Band 72, Nr. 1, 1975, S. 143–146, doi:10.1073/pnas.72.1.143.
- David Sloan Wilson: The Natural Selection of Populations and Communities. Benjamin/Cummings, Menlo Park, California 1980, ISBN 0-8053-9560-1.
- David Sloan Wilson: The Group Selection Controversy: History and Current Status. In: Annual Review of Ecology and Systematics. Band 14, 1983, S. 159–187, doi:10.1146/annurev.es.14.110183.001111.
- David Sloan Wilson, Elliott Sober: Re-introducing Group Selection to the Human Behavioral Sciences. In: Behavioral and Brain Sciences. Band 17, Nr. 4, 1994, S. 585–654, doi:10.1017/S0140525X00036104.
- David Sloan Wilson und Jin Yoshimura: On the Coexistence of Specialists and Generalists. In: American Naturalist. Band 144, Nr. 4, 1994, S. 692–707.
- David Sloan Wilson: Altruism and Organism: Disentangling the Themes of Multilevel Selection Theory. In: American Naturalist. Band 150, 1997, S. S122–S134, doi:10.1086/286053.
- Elliott Sober und David Sloan Wilson: Unto Others – The Evolution and Psychology of Unselfish Behavior. Harvard University Press, 1999, ISBN 0-674-93047-9.
- David Sloan Wilson: Darwin's Cathedral – Evolution, Religion, and the Nature of Society. University of Chicago Press, 2002, ISBN 0-226-90135-1.
- David Sloan Wilson: Evolution for Everyone. How Darwin’s Theory Can Change the Way we Think about our Lives. Delacorte Press, New York 2007, ISBN 978-0-385-34092-2.
- David Sloan Wilson: This View of Life – Completing the Darwinian Revolution. Vintage Books, New York 2019, ISBN 978-1-101-87020-4.
- David Sloan Wilson: Atlas Hugged. The Autobiography of John Galt III. Leesburg, VA 2020, ISBN 978-1-952106-53-8.